# Turcifal
Turcifal é uma vila portuguesa, sede da Freguesia de Turcifal do Município de Torres Vedras, freguesia com 24,51 km² de área e 3591 habitantes (censo de 2021),, tendo, por isso, uma densidade populacional de 146,5 hab./km².
A povoação de Turcifal foi elevada à categoria de vila em 1997.
Local de várias lendas e contos, dai a ser conhecido como "Turcifal, Vila de Encantos".
A acessibilidade em transporte individual tem melhorado nos últimos anos, devido a auto-estrada A8. Nos últimos anos construíram-se também vários aldeamentos residenciais, como o Campo Real, que possui um campo de golfe, centro hípico e um hotel, e a Quinta de Fez, também de carácter residencial.

## Demografia
A população registada nos censos foi:
| Distribuição da população por grupos etários | Distribuição da população por grupos etários | Distribuição da população por grupos etários | Distribuição da população por grupos etários | Distribuição da população por grupos etários |
| -------------------------------------------- | -------------------------------------------- | -------------------------------------------- | -------------------------------------------- | -------------------------------------------- |
| Ano                                          | 0-14 Anos                                    | 15-24 Anos                                   | 25-64 Anos                                   | > 65 Anos                                    |
| 2001                                         | 428                                          | 408                                          | 1615                                         | 557                                          |
| 2011                                         | 527                                          | 322                                          | 1829                                         | 664                                          |
| 2021                                         | 462                                          | 406                                          | 1866                                         | 857                                          |

## Património
- Capela do Espírito Santo ou Capela do Senhor Morto
- Igreja de Santa Maria Madalena ou Igreja Matriz do Turcifal, construída com a mesma pedra utilizada na construção do Convento de Mafra.

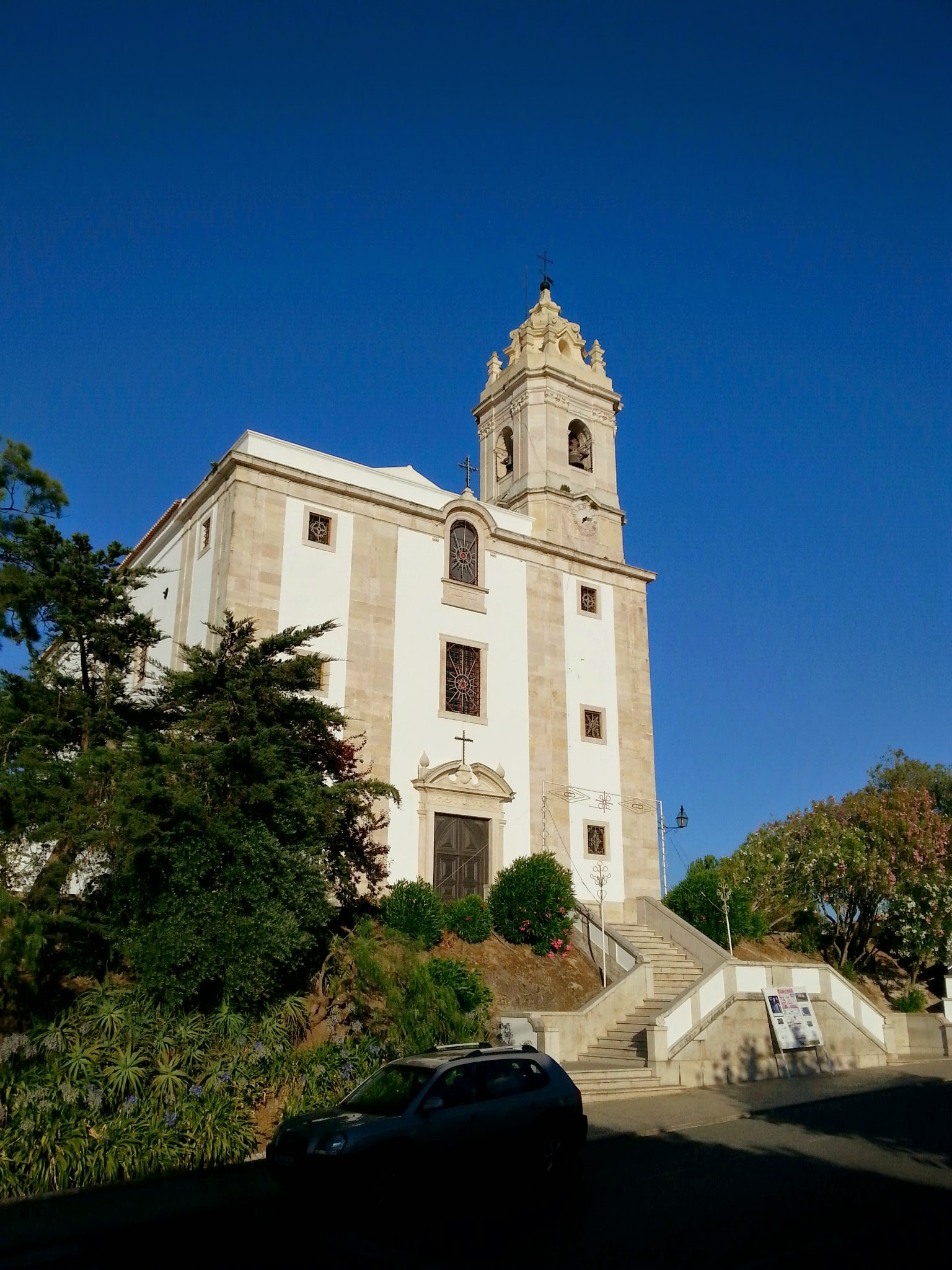
Igreja de Santa Maria Madalena

## Feira do Mato
Anualmente, na última semana de Agosto, no Turcifal se faz a tradicional Feira do Mato. 
A designação, deve-se a que no Turcifal se vendiam muitos molhos de junco (erva apanhada no mato, à beira das ribeiras, em terrenos húmidos). Este junco era depois tratado de modo a que cada caule servisse de guita para segurar as pernadas das videiras, numa operação chamada "empa", um trabalho moroso, em que o agricultor procurava guiar os primeiros ramos da videira para que a germinação dos cachos se fizesse da melhor forma.
Hoje em dia, a venda de junco no Turcifal é praticamente inexistente e a Feira é mais destinada à venda de produtos diversos, como por exemplo, peças de roupa, ferramentas de trabalho (agricula e outros), animais e até mesmo gadgets diversos.